# Marapana raralis
Marapana raralis är en fjärilsart som beskrevs av Walker 1865. Marapana raralis ingår i släktet Marapana och familjen nattflyn. Inga underarter finns listade i Catalogue of Life.